# آرتورس پلسنیکس
آرتورس پلسنیکس (لتونیایی: Artūrs Plēsnieks؛ زادهٔ ۲۱ ژانویهٔ ۱۹۹۲) یک وزنه‌بردار اهل لتونی است.
از افتخارات وی میتوان به کسب مدال برنز وزن ۱۰۵ کیلوگرم مسابقات قهرمانی وزنه‌برداری جهان ۲۰۱۵ اشاره کرد.